# Rafael Salas
Rafael "Peng" M. Salas (Bago, 7 augustus 1928 - New York, 3 maart 1987) was een Filipijns minister en bestuurder.

## Biografie
Rafael Salas werd geboren op 7 augustus 1928 in Bago in de Filipijnse provincie Negros Occidental. Hij was de derde van zes kinderen van Isabel Montinola en Ernesto Salas, een arts. Zijn grootvader Remigio Salas was een neef van Quintin Salas, een leider tijdens de Filipijnse revolutie op Panay. Na het voltooien van de Pulupandan Elementary School verhuisde Salas met zijn gezin naar de Filipijns hoofdstad Manilla, waar hij begon aan zijn middelbareschoolopleiding aan de University of the Philippines (UP). Na de uitbraak van de Tweede Wereldoorlog verhuisde het gezin echter weer terug naar Negros. Gedurende oorlog was hij werkzaam als klerk en stenograaf op het het kantoor van de provinciale openbaar aanklager.
Na de oorlog voltooide hij tussen 1945 en 1947 zijn middelbareschoolopleiding aan de Negros Occidental High School. Nadien studeerde hij aan de UP in Manilla. Tijdens zijn studie was Salas actief in allerlei studentenorganisaties. Zo was hij president van de Supreme Student Council van de universiteit en van de Student Councils Association of the Philippines. Ook was hij delegatielid naar een UNESCO-conferentie voor media en jeugd Milaan in 1952. Op 30 november van dat jaar leidde hij ook een grote studentendemonstratie tegen het beleid van president Elpidio Quirino. In april 1953 voltooide Salas zijn studie met twee diploma's, een Bachelor of Arts-diploma magna cum laude en een bachelor-diploma rechten cum laude. Aansluitend studeerde hij in de Verenigde Staten waar hij in 1955 een master-diploma bestuurskunde behaalde. Nadien keerde hij terug in de Filipijen en was hij werkzaam aan zijn alma mater.
In 1965 werd Salas aangesteld als hoofd van de verkiezingscampagne van presidentskandidaat Ferdinand Marcos en zijn running mate Fernando Lopez. De campagne werd een groot succes en beiden werden gekozen. Salas werd daarop benoemd tot Executive Secretary in het kabinet van Marcos, een belangrijke positie die in de Filipijnen wel wordt aangeduid als Little President (kleine president). Een van de belangrijkste door hem behaalde resultaten in deze periode was de aanpak van de chronische rijsttekorten van de Filipijnen. Als voorzitter van de Rice and Corn Production Coordinating Council slaagde hij erin om de rijstproductie zodanig op te laten voeren dat de Filipijnen tegen 1967 zelfvoorzienend was. 
In 1969 nam Salas wegens onoverbrugbare verschillen van inzicht met Marcos over het te voeren beleid ontslag. Kort daarop werd hij aangesteld als voorzitter van de Bevolkingsfonds van de Verenigde Naties (UNFPA) in New York en benoemd tot onder-secretaris-generaal van de VN. In zijn periode als hoofd van deze organisatie groeide de UNFPA van een kleine organisatie met een omzet van $2 miljoen uit een grote agentschap met een omzet in de miljarden. Zijn werk voor de UNFPA en zijn inzet om het belang van bevolkingsvraagstukken voor sociale en economische ontwikkeling leverde hem de bijnaam Mr. Population op. Hij schreef vele boeken en artikelen in diverse tijdschriften. Een bekend boek van zijn hand is More than the Grains (1985) over het rijststimulatieprogramma van de Filipijnen in de jaren zestig. In 1981 werd Salas genomineerd voor de positie van secretaris-generaal van de Verenigde Naties. Hij verloor echter van Javier Pérez de Cuéllar.
Salas bekleedde de positie van voorzitter van de UNFPA totdat hij in 1987 op 58-jarige leeftijd onverwacht overleed aan de gevolgen van een hartaanval. Hij was getrouwd met Carmen Rodriguez en kreeg met haar twee zonen.